# Serafimerordensgillet

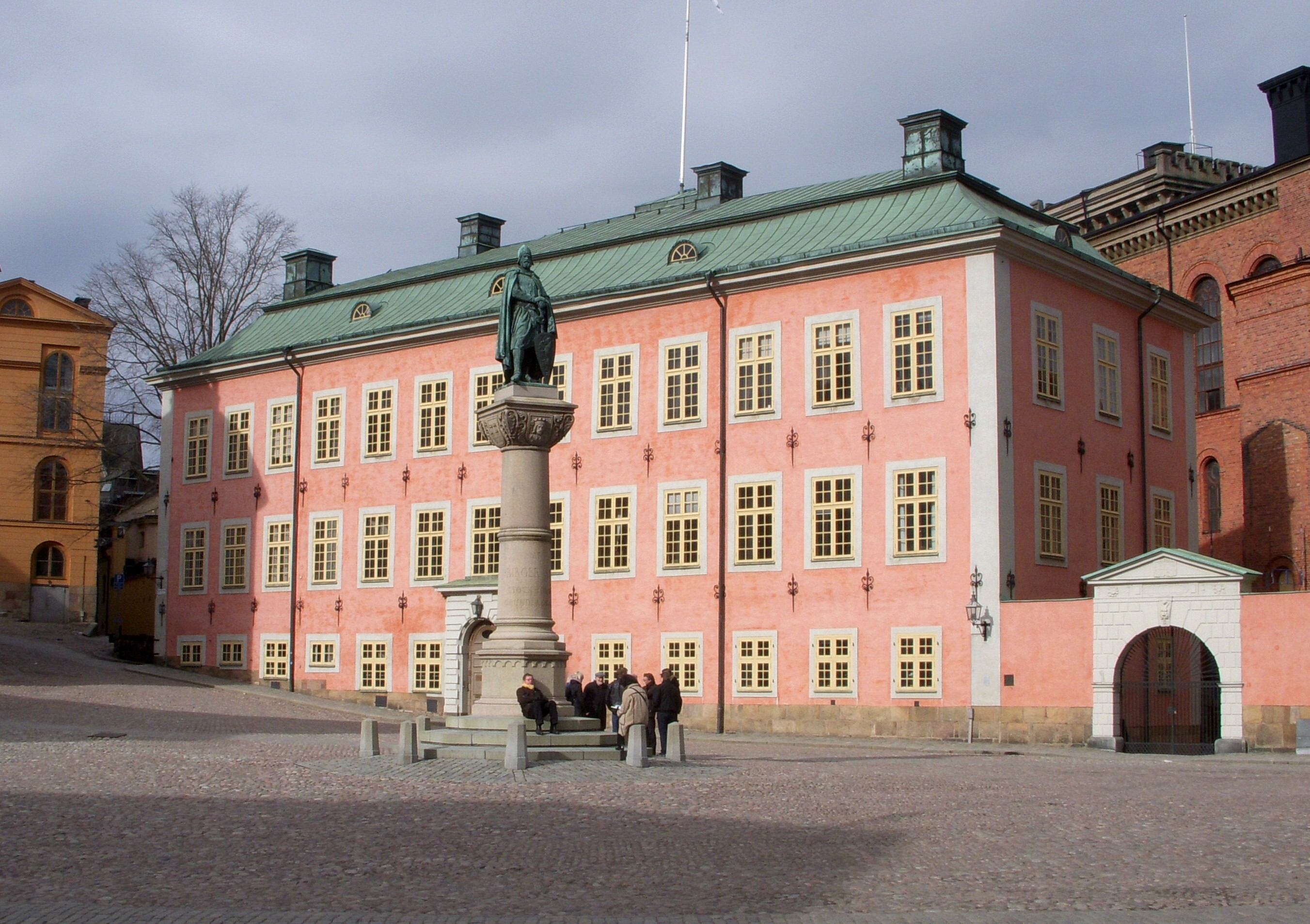
Stenbockska palatset

Serafimerordensgillet var en sammanslutning av serafimerriddare som under åren 1787-1876 utövade högsta inseendet över hospital och vissa sjukhus i Sverige.
Gillet hade sina föregångare i Hospitaldeputationen 1757–1766, Överdirektionen över hospitalen och barnhusen 1766–1773 och Överstyrelsen för hospitalen och barnhusen (sannolikt 1773-1787). Genom en förordning av 1773 uppdrogs överstyrelsen och vården av rikets hospital och barnhus liksom sedermera av länslasaretten åt två serafimerriddare, vilka sedan 1776 biträddes av en generaldirektör över lasaretten. Den 25 november 1787 övergick överinseendet av dessa anstalter till ett ordensgille, Serafimerordensgillet, bestående av serafimerordens kansler, vice kansler, överste skattmästare, överste ombudsman och två serafimerriddare i övrigt. Under gillet, vars instruktion utfärdades 28 april 1791, lydde kansli, kamrerarkontor m.m.
Under en tid, senast fram till 1864, hade gillet sina kontorslokaler i Stenbockska palatset på Riddarholmen i Stockholm.
År 1860 fick generaldirektören över rikets lasarett, kurhus och hospital säte och stämma i ordensgillet. Genom kungligt brev av 12 maj 1876 upphävdes detta gille, varvid överstyrelsen för hospitalen tillföll Sundhetskollegium, förvaltningen av hospitalens fasta egendom uppdrogs åt Kammarkollegium, med undantag av de hus, tomter och lägenheter, som för dessa sjukvårdsanstalters omedelbara ändamål till begagnande upplåtits, och handhavandet av Malmö barnhusfond övertogs av Allmänna Barnhuset i Stockholm. Gillets fastigheter, frälseräntor m.m. indrogs till statsverket.